# Katharina Mangold-Wirz
Pour les articles homonymes, voir Mangold et Wirz.
Katharina Maria Mangold-Wirz, née Wirz le 23 mai 1922 à Bâle et morte le 10 novembre 2003 à Bâle, est une biologiste et malacologiste suisse. La pieuvre Microeledone mangoldi et le calmar Asperoteuthis mangoldae sont nommés en son honneur.

## Biographie

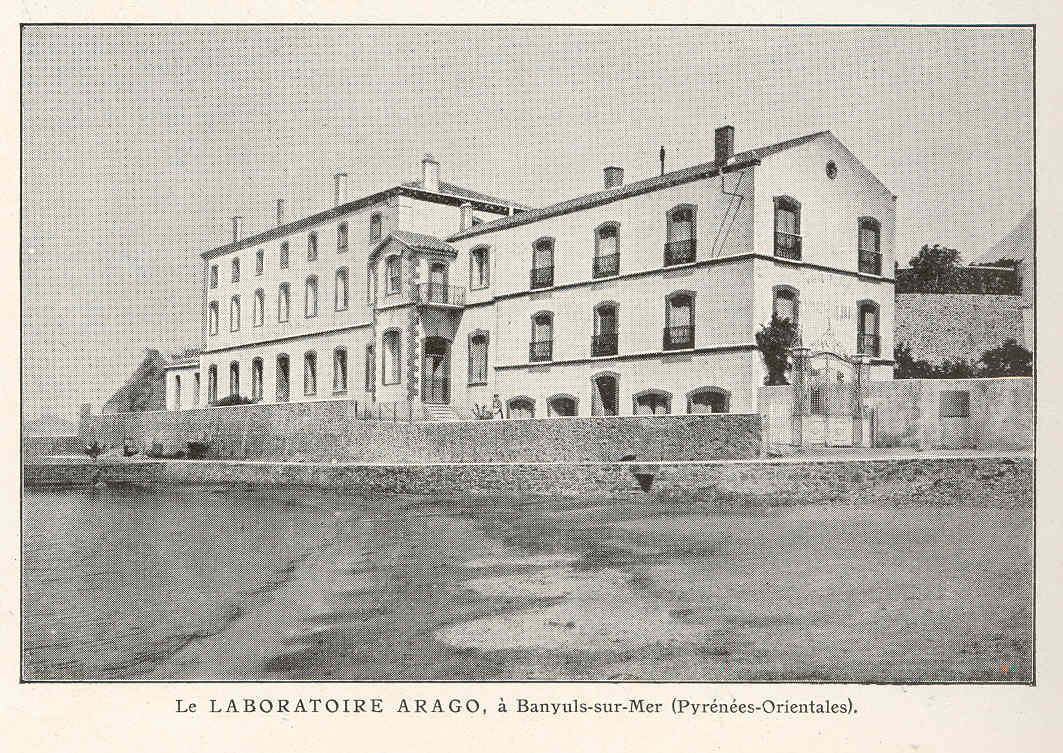
Laboratoire Arago à Banyuls-sur-Mer.

Katharina Maria Wirz naît le 23 mai 1922 à Bâle, fille d'Eduard Wirz (de) (1891–1970), enseignant, et de Clara Wirz-Burgin. Après ses études secondaires, elle entre à l'Université de Bâle en médecine pour devenir neurochirurgienne. Mais ses professeurs lui expliquent qu'elle est « trop petite, féminine et frêle » pour un tel métier et elle s'oriente vers la zoologie. En 1948, elle obtient son doctorat avec une thèse sur les cerveaux non humains, supervisée par Adolf Portmann. La thèse est publiée en 1950 dans le magazine Acta Anatomica.
En 1950, elle obtient une bourse de la fondation Janggen-Pöhn à Saint-Gall pour étudier les opisthobranches, une classe de mollusques, à Villefranche-sur-Mer et Banyuls-sur-Mer. En 1951, elle devient chercheuse au Centre national de la recherche scientifique (CNRS) dans le domaine de la biologie des céphalopodes. Elle travaille pour le Laboratoire Arago de l'Université Pierre-et-Marie-Curie à Banyuls-sur-Mer.

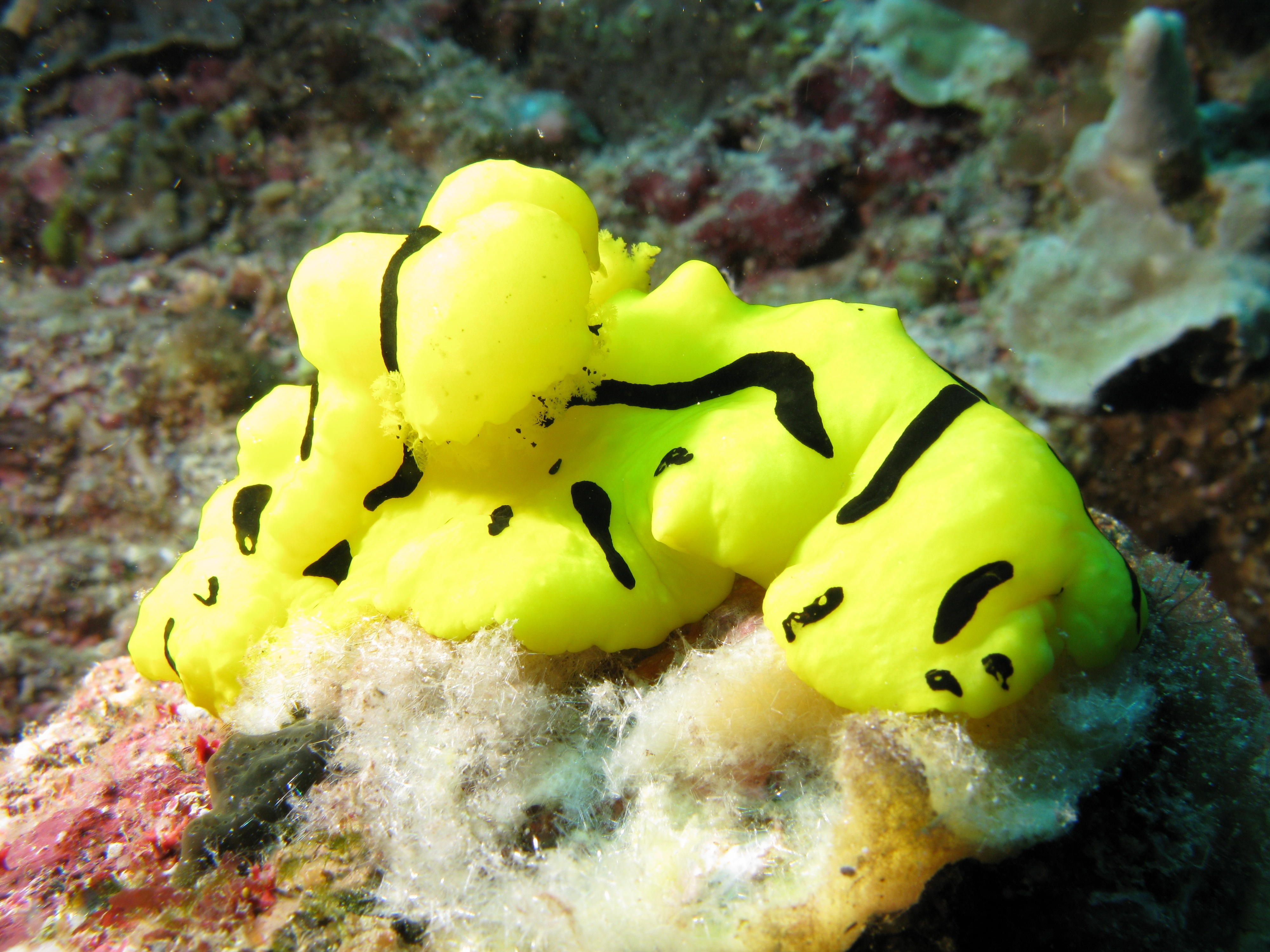
Notodoris minor, gastéropode de la famille des Opisthobranches.

En 1958, elle épouse Walter Mangold et en 1961, elle reçoit un doctorat de l'Université de Paris, avec une thèse publiée deux ans après dans Vie et Milieu. En 1961 également, elle est promue chercheuse associée puis, en 1966, chercheuse principale au CNRS.
En 1969, elle est nommée professeure-chercheuse invitée à l'Université Memorial de Terre-Neuve, une première reconnaissance à l'international. En 1983, elle est la première présidente élue du Conseil consultatif international des céphalopodes (Cephalopod International Advisory Council ou CIAC). Elle prend sa retraite du monde universitaire en 1987, mais elle poursuit ses recherches. En 1989, elle est l'autrice du manuel sur les céphalopodes dans la collection de Pierre Grasset Traité du Zoologie et en 1994, elle est nommée membre honoraire du CIAC.
Elle meurt à Bâle, le 10 novembre 2003, à l'âge de 81 ans.
La pieuvre Microeledone mangoldi et le calmar Asperoteuthis mangoldae sont nommés en son honneur.

## Publications
(mars 2025).
- Katharina, Mangold-wirz. (1973). Les Cephalopodes recoltes en Mediterranee par le 'Jean-Charcot'. Campagnes Polymede 1 et 2. Revue des Travaux de l'Institut des Pêches Maritimes (0035-2276) (ISTPM), 1973-09, Vol. 37, N. 3, P. 391-395[7].
- Nixon, M., & Mangold, K. (1998). The early life of Sepia officinalis, and the contrast with that of Octopus vulgaris (Cephalopoda). Journal of Zoology, 245(4), 407-421. doi:10.1017/S0952836998008048[8]
- V. Leslie Rowe, Katharina Mangold, The effect of starvation on sexual maturation in Illex illecebrosus (Lesueur) (Cephalopoda: Teuthoidea), Journal of Experimental Marine Biology and Ecology, Volume 17, Issue 2, March 1975, Pages 157-164